# Close to the Edge
| 전문가 평가                    | 전문가 평가 |
| 평가 점수                      | 평가 점수   |
| 출처                           | 점수        |
| ------------------------------ | ----------- |
| AllMusic                       | [ 2 ]       |
| Christgau's Record Guide       | C+          |
| Pitchfork                      | 9.0/10      |
| Rolling Stone (1972)           | (favorable) |
| The Rolling Stone Record Guide | [ 6 ]       |
| The Daily Vault                | A           |
| Encyclopedia of Popular Music  | [ 8 ]       |

《Close to the Edge》는 1972년 9월 13일, 애틀랜틱 레코드가 발매한 영국의 프로그레시브 록 밴드 예스의 다섯 번째 스튜디오 음반이다. 킹 크림슨에 합류하기 위해 떠나기 전에 원래의 드러머 빌 브루퍼드가 참여하는 것은 1970년대의 그들의 마지막 음반이다. 그들의 이전 음반인 《Fragile》을 둘러본 후, 그 그룹은 런던의 애드비전 스튜디오에 모여 1972년 2월 이후 내려졌던 후속작을 녹음했다. 이 음반은 밴드의 작곡에 있어서 발전을 나타냈으며, 존 앤더슨과 스티브 하우는 그 당시 밴드의 가장 긴 곡인 18분짜리 타이틀곡을 작곡했다. 2면에는 〈And You and I〉와 〈Siberian Khatru〉가 포함되어 있다. 브루퍼드는 이 음반이 특별히 만들기 힘들다는 것을 알게 되었고, 이 음반이 녹음된 후 밴드를 탈퇴하기로 결정한 데 영향을 주었다.
《Close to the Edge》는 미국 빌보드 200에서 3위, 영국 음반 차트에서 4위를 차지하며 이 밴드의 가장 큰 상업적 성공을 거두었다. 〈And You and I〉의 2부 편집이 미국에서 발매되었는데, 이 곡은 빌보드 핫 100에서 42위에 올랐다. 예스는 그들의 1972년~1973년 월드 투어로 이 음반을 지지했는데, 이 월드 투어는 90개가 넘는 데이트와 드러머 앨런 화이트의 데뷔를 기념했다. 《Close to the Edge》는 1998년 미국 음반 산업 협회에 의해 백만 장의 판매로 플래티넘 인증을 받았다. 1994년, 2003년, 2013년에 재발매되었으며, 이전에 발매되지 않은 트랙과 스티븐 윌슨의 새로운 스테레오 및 5.1 서라운드 사운드 믹스가 후자에 포함되었다. 이 음반은 소급적으로 밴드의 최고 작품들 중 하나이자 프로그레시브 록의 랜드마크 레코딩으로 여겨지지만, 원곡 발매 당시에는 비평적인 평가가 혼재되었다.

## 배경 및 작곡
1972년까지 예스는 리드 보컬 존 앤더슨, 베이시스트 크리스 스콰이어, 드러머 빌 브루퍼드, 기타리스트 스티브 하우, 키보디스트 릭 웨이크먼의 라인업으로 설립되었다. 1972년 3월 그들은 그들의 이전 음반인 《Fragile》 (1971년)을 지원하기 위해 1971년~1972년 6개월간의 영국 및 북아메리카 투어를 마무리했다. 1972년 2월 1일과 2일, 투어의 휴식기 중 하나인 밴드는 후속 레코드를 위해 런던 애드비전 스튜디오에서 시간을 예약했다. 그들은 지난 5월 셰퍼즈 부시에 있는 우나 빌링스 댄스 스쿨 리허설에 들어가기 전 다시 휴식을 취했다. 비록 이 기간 동안 몇 가지 준비 작업이 진행되어 테이프에 담겼지만, 이 단계에서는 어떤 트랙도 완전히 쓰여지지 않았고, 이 그룹은 스튜디오에 있는 나머지 곡들을 고안하고 그 후에 그것들을 연주하는 법을 배우게 되었다. 여러 차례 예스가 조립하기 시작한 준비는 너무 복잡해서 다음날 회의가 시작될 무렵에는 잊어버렸다. 이 때문에 밴드는 향후 참조를 위해 각 리허설을 녹음하게 되었다. 브루퍼드는 당시 밴드의 상태를 반영하기 위해 음반의 제목을 고안했다.

## 곡 목록
| #  | 제목 | 작사·작곡              | 재생 시간 |
| -- | --- | ---------------------- | --------- |
| 1. | 〈Close to the Edge〉 - I. 〈The Solid Time of Change〉 - II. 〈Total Mass Retain〉 - III. 〈I Get Up, I Get Down〉 - IV. 〈Seasons of Man〉 | 존 앤더슨, 스티브 하우 | 18:42     |

| #  | 제목 | 작사·작곡                                                     | 재생 시간 |
| -- | --- | ------------------------------------------------------------- | --------- |
| 1. | 〈And You and I〉 - I. 〈Cord of Life〉 - II. 〈Eclipse〉 - III. 〈The Preacher, the Teacher〉 - IV. 〈The Apocalypse〉 | 앤더슨, 빌 브루퍼드, 하우 (〈Eclipse〉 제외), 크리스 스콰이어 | 10:08     |
| 2. | 〈Siberian Khatru〉 | 앤더슨, 하우, 릭 웨이크먼                                     | 8:55      |

## 인증
| 국가                       | 인증     | 판매량/출하량 |
| -------------------------- | -------- | ------------- |
| 캐나다 (뮤직 캐나다)       | 플래티넘 | 100,000^      |
| 영국 (BPI)                 | 플래티넘 | 300,000^      |
| 미국 (RIAA)                | 플래티넘 | 1,000,000^    |
| ^출하량을 기반으로 한 인증 |          |               |